# ألكساندر ستافريف
ألكساندر ستافريف (مواليد 30 مارس 1977 في سكوبيه) هو حكم كرة قدم مقدوني. وقد حكم في دوري أبطال أوروبا 2012–13.
أصبح ستافريف حكم معتمد لدى الفيفا في عام 2006. أدار مباريات في تصفيات كأس العالم 2010  و2014.

## روابط خارجية
- ألكساندر ستافريف على موقع Soccerway.com (الإنجليزية)